# 波耶金
50°38′0″N 32°52′25″E / 50.63333°N 32.87361°E
波耶金（烏克蘭語：Поетин），是烏克蘭北部的村莊，隸屬切爾尼希夫州的普里盧基區。該村始建於1900年，面積0.12平方公里，海拔高度111米，2001年人口15，人口密度每平方公里125人。